# Jo Koster
Johanna Petronella Catharina Antoinetta (Jo) Koster (Kampen, 16 april 1868 – Heelsum, 17 januari 1944) was een Nederlandse graficus, schilder en tekenaar.

## Leven en werk
Koster was een dochter van Johannes Petrus Koster, kapitein-kwartiermeester, en Catharina Antoinetta van Veen. Na de middelbare school ging ze naar de Rijksnormaalschool voor Teekenonderwijzers in Amsterdam (1885-1888) en vervolgens naar de Rotterdamse academie (1888-1892), bij Jan Striening. Ze gaf enige tijd les aan de academie en volgde nadat ze in 1894 de Koninklijke Subsidie voor Vrije Schilderkunst ontving lessen in Brussel bij  Ernest Blanc-Garin en aan de Académie Julian en de Académie Colarossi in Parijs. In 1902 vestigde ze zich in Zwolle, waar ze een teken- en schildersklas oprichtte. In de zomermaanden werkte ze geregeld in Staphorst, waar ze de boerenarbeiders en de klederdracht in beeld bracht. Toen zij in 1905 op een dood punt in haar carrière kwam, stopte ze op aanraden van H.P. Bremmer met schilderen en richtte zich eerst weer op het tekenen. Haar werk werd daarna zuiverder van kleur en compositie.
Kosters stijl varieert in de loop van de jaren, ze schilderde onder meer neo-impressionistisch en maakte ook pointillistisch werk. Van 1910 tot 1924 woonde ze in Hattem, waarna ze telkens korte periodes woonde in Italië, Zwitserland en Nederland, tot ze in 1934 in Den Haag ging wonen. Naast de verkoop van vrij werk verdiende ze geld met reisverslagen voor kranten en portretten in opdracht. Ze maakte ook naaldkunstwerken, ex librissen, illustraties en kamerschermen. Tijdens de Tweede Wereldoorlog werd het Statenkwartier waar ze woonde geëvacueerd en trok ze naar Zaltbommel.
Koster was aangesloten bij Arti et Amicitiae, Pulchri Studio, Vereeniging Sint Lucas en de  Vereeniging van Beeldende Kunstenaars 'De Rotterdammers'. Ze exposeerde met deze verenigingen, maar ook bij onder andere de Nationale Tentoonstelling van Vrouwenarbeid 1898 en de tentoonstelling De Vrouw 1813-1913. Ter gelegenheid van haar zeventigste verjaardag werd haar werk geëxposeerd in Den Haag, Dordrecht en Amersfoort. Haar werk is onder meer opgenomen in de collecties van het Rijksmuseum Amsterdam, het Kröller-Müller Museum, het Singermuseum en het Voerman Stadsmuseum Hattem.
Koster woonde vanaf 1934 tot vlak voor haar dood samen met de schilderes Tjitske van Hettinga Tromp.
In 1943 werd bij Koster kanker geconstateerd. De kunstenares overleed het jaar erop, op 75-jarige leeftijd, toen ze bij een vriendin logeerde.
Museum Gouda organiseerde in 2025 een overzichtstentoonstelling van haar werk.

## Leerlingen
De Hongaars/Nederlandse kunstschilder Sárika Góth (1900-1992) was een leerling van Koster.

## Werken

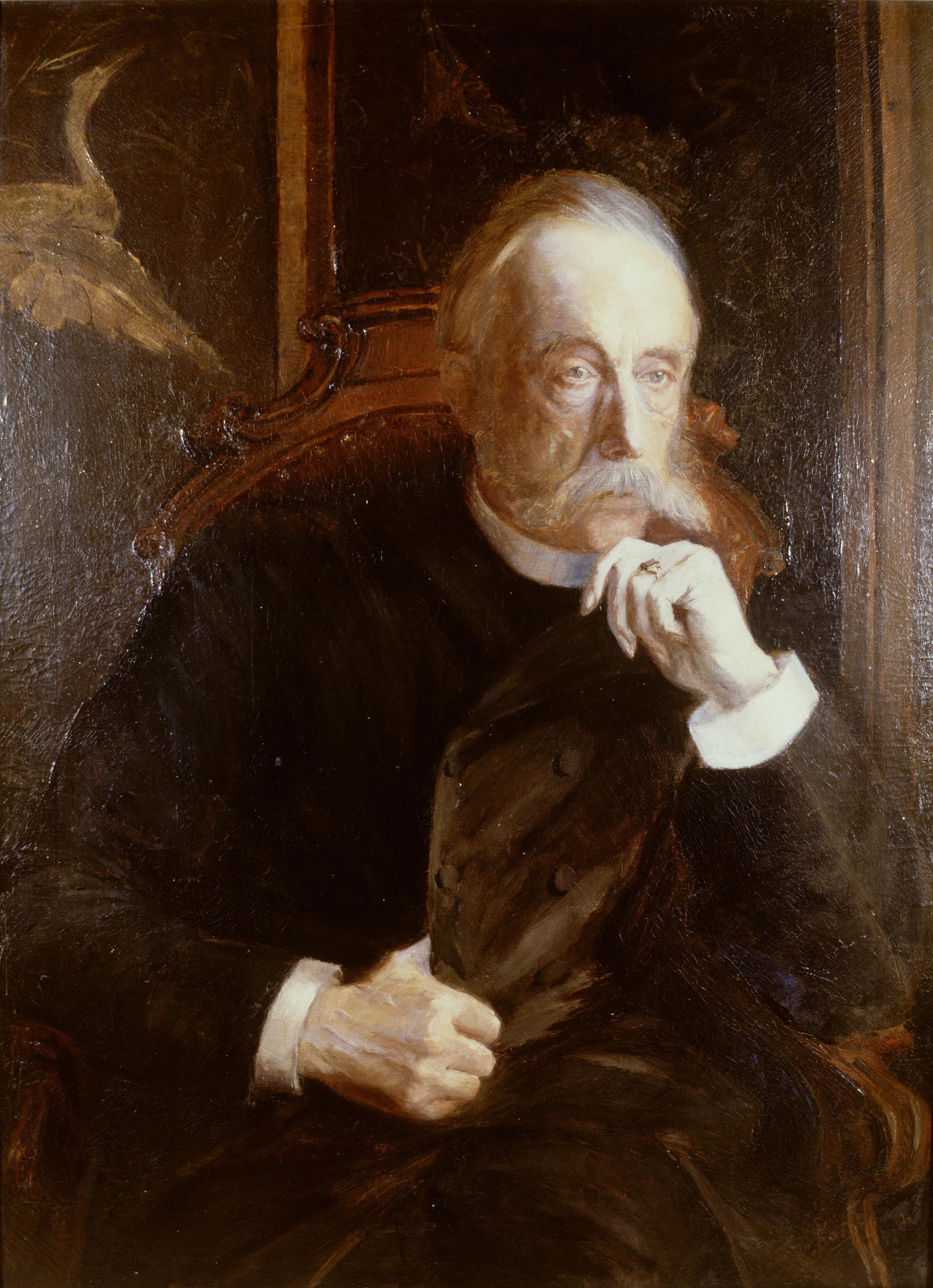
Portret van Eduard Pieter Schorer (1894)
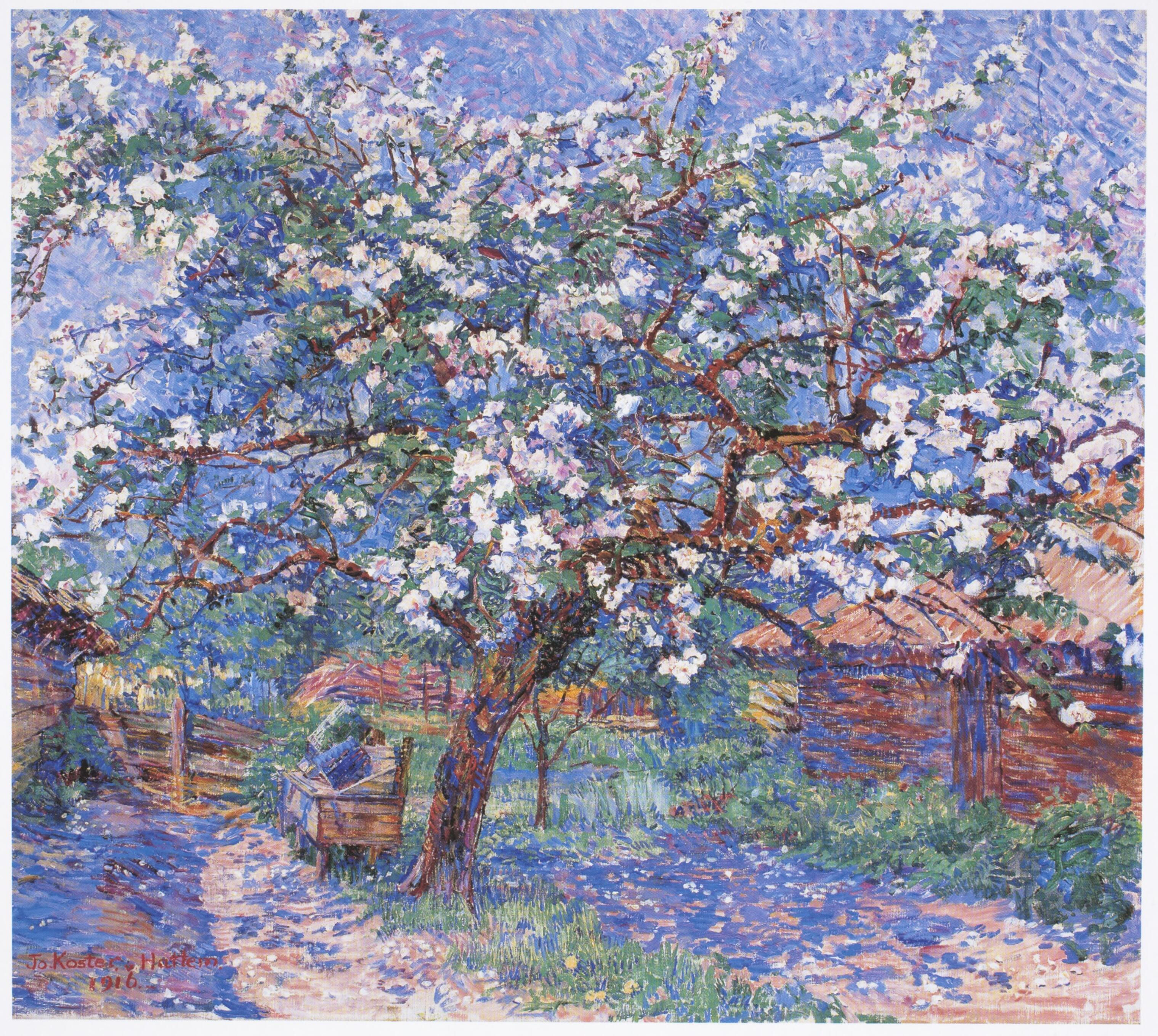
Bloeiende boom in een tuin (1916)
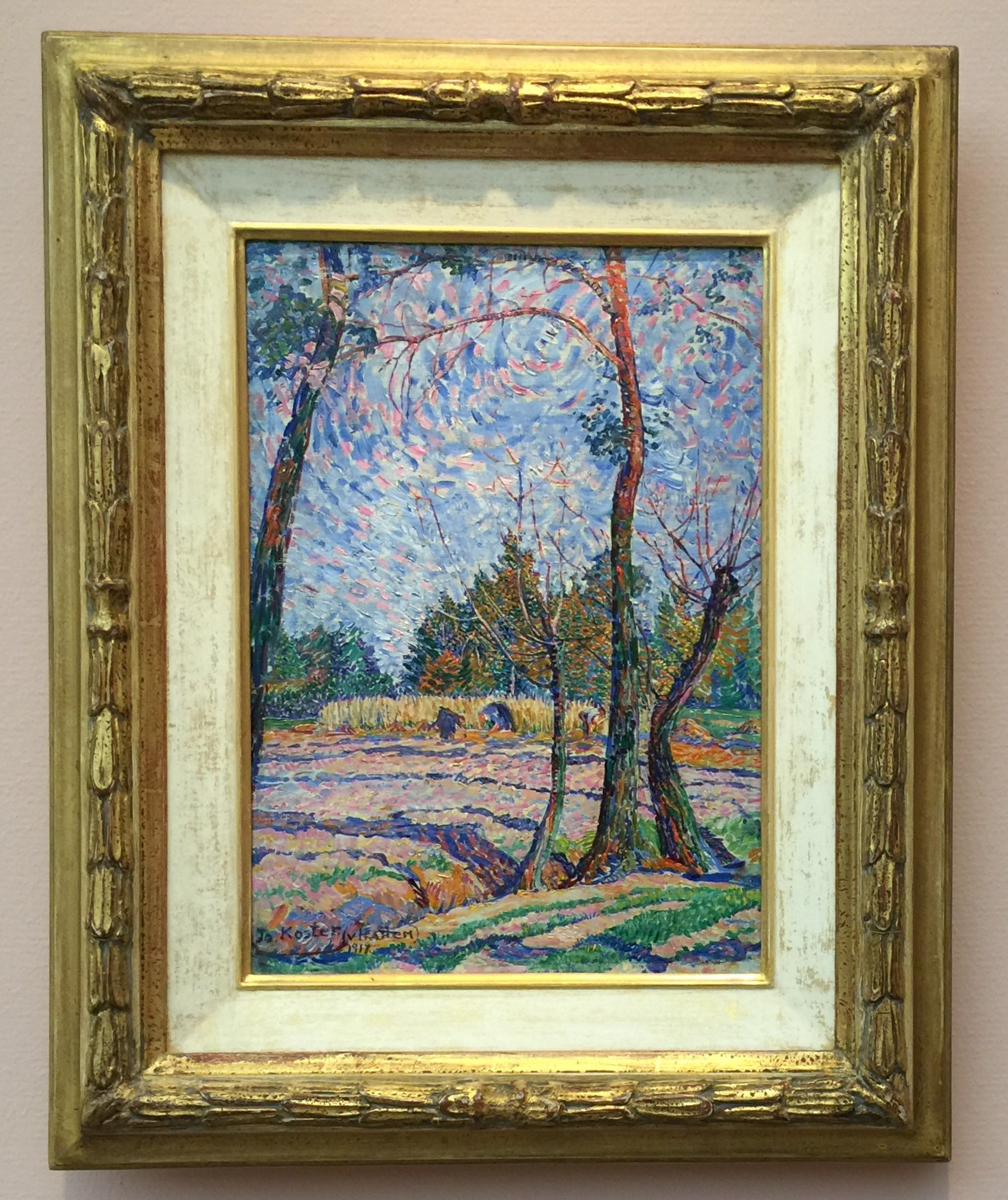
Herfst in Brabant (1917)
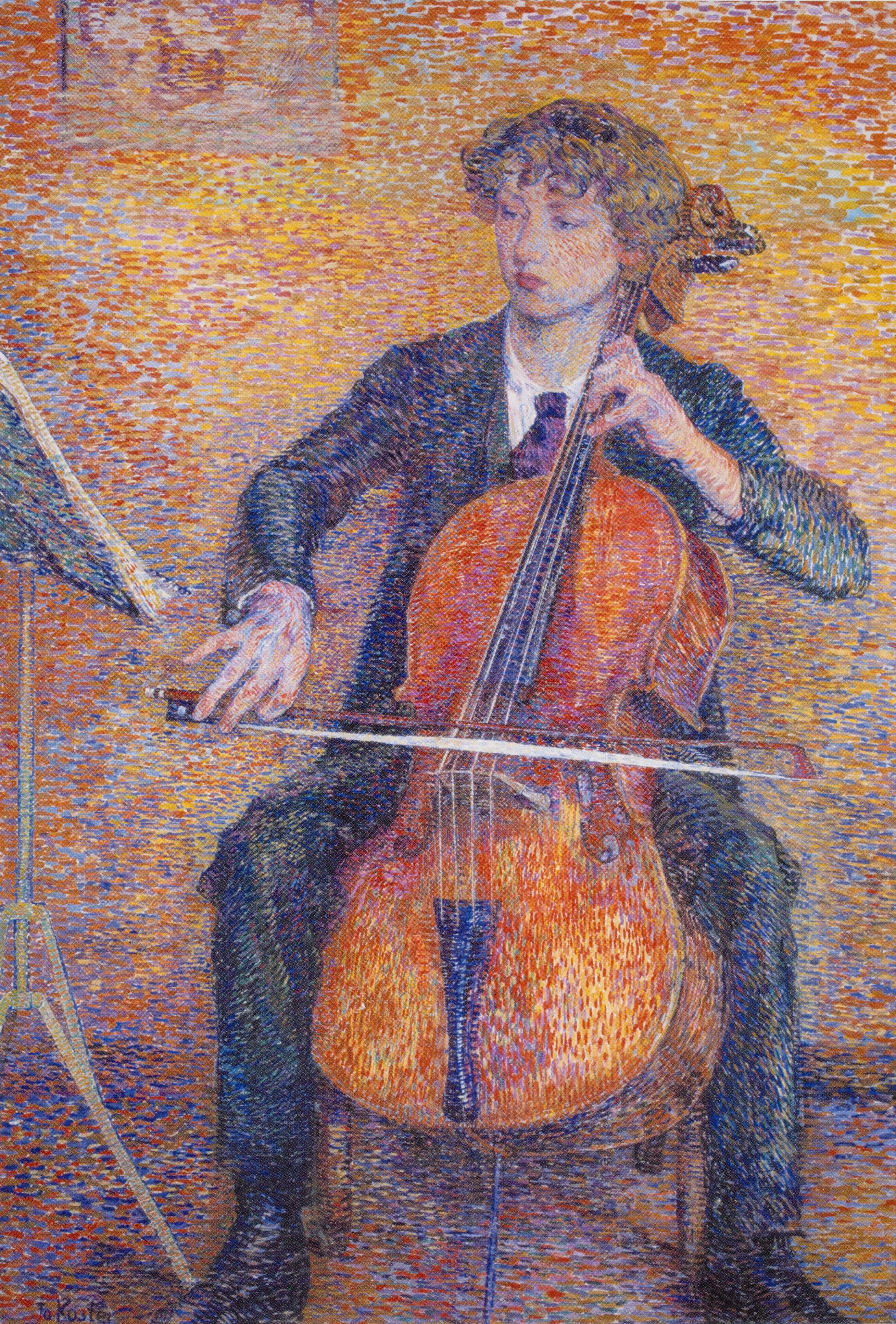
Cello spelende jongeman